# The Boyfriend : Pourquoi lui ?
 (juillet 2016).
Si vous disposez d'ouvrages ou d'articles de référence ou si vous connaissez des sites web de qualité traitant du thème abordé ici, merci de compléter l'article en donnant les références utiles à sa vérifiabilité et en les liant à la section « Notes et références ».
Pour plus de détails, voir Fiche technique et Distribution.
The Boyfriend : Pourquoi lui ?, ou Pourquoi lui ? au Québec (Why Him?), est un film de Noël américain réalisé par John Hamburg, sorti en 2016.

## Synopsis
Ned (Bryan Cranston), sa femme Barb (Megan Mullally) et son fils Scotty (Griffin Gluck) vont fêter Noël chez leur fille Stephanie (Zoey Deutch) et son richissime copain Laird (James Franco). Mais Ned n'apprécie pas Laird et lui voue une haine vengeresse, lui refusant la main de sa fille.

## Fiche technique
- Titre français : The Boyfriend : Pourquoi lui ?
- Titre québécois : Pourquoi lui ?
- Titre original : Why Him?
- Réalisation : John Hamburg
- Scénario : John Hamburg, Ian Helfer
- Photographie : Kris Kachikis
- Direction artistique :
- Distribution des rôles : Rachel Tenner
- Décors : Matthew Holt
- Costumes : Leesa Evans
- Montage : William Kerr
- Musique : Theodore Shapiro
- Production : Stuart Cornfeld, Ben Stiller, Daniel S. Levine, Shawn Levy
  - Coproduction : Scott Robertson
  - Production déléguée : Georgia Kacandes
- Sociétés de production : TSG Entertainment, 20th Century Fox, Red Hour Films, 21 Laps Entertainment
- Sociétés de distribution : 20th Century Fox (États-Unis et France), Warner Bros. (Pays-Bas)
- Budget : 38 000 000$
- Pays d'origine :  États-Unis
- Langue originale : anglais, khmer
- Format : couleur
- Genre : comédie
- Durée : 111 minutes
- Dates de sortie :
  - États-Unis : 25 décembre 2016
  - Belgique : 11 janvier 2017
  - France : 25 janvier 2017

## Distribution
- James Franco (VF : Anatole de Bodinat ; VQ : Martin Watier) : Laird Mayhew
- Bryan Cranston (VF : Jean-Louis Faure ; VQ : Jacques Lavallée) : Ned Fleming
- Zoey Deutch (VF : Jessica Barrier ; VQ : Kim Jalabert) : Stephanie Fleming
- Megan Mullally (VF : Brigitte Aubry ; VQ : Aline Pinsonneault) : Barb Fleming
- Griffin Gluck (VF : Enzo Ratsito ; VQ : Tom-Eliot Girard) : Scotty Fleming
- Keegan-Michael Key (VF : Serge Faliu ; VQ : Frédéric Desager) : Gustav
- Cedric the Entertainer (VF : Paul Borne ; VQ : Widemir Normil) : Lou Dunne
- Zack Pearlman (en) (VF : Jérôme Wiggins ; VQ : Alexandre Fortin) : Kevin Dingle
- Jee Young Han : Marnie Dingle
- Jacob Kemp (VF : Martin Faliu) : Randy
- Casey Wilson : Missy Pederman
- Andrew Rannells (VF : Eilias Changuel) : Blaine Pederman
- Adam DeVine (VF : Fabrice Trojani) : Tyson Modell
- Tangie Ambrose : Patty Dunne
- Steve Bannos (VF : Michel Voletti) : Tree Lot Owner Burt
- Bob Stephenson : Jerry
- Mary Pat Gleason : Joyce
- Steve Aoki : lui-même
- Richard Blais (en) (VF : Laurent Morteau) : lui-même
- Elon Musk (VF : Hervé Caffin) : lui-même
- Gene Simmons (VF : Hervé Caffin) : lui-même
- Paul Stanley (VF : Jean-Alain Velardo) : lui-même
- Kaley Cuoco (voix) : Justine l'intelligence artificielle

 Source et légende : version française (VF) sur RS Doublage